# Ourapteryx flavovirens
Ourapteryx flavovirens là một loài bướm đêm trong họ Geometridae.

## Hình ảnh

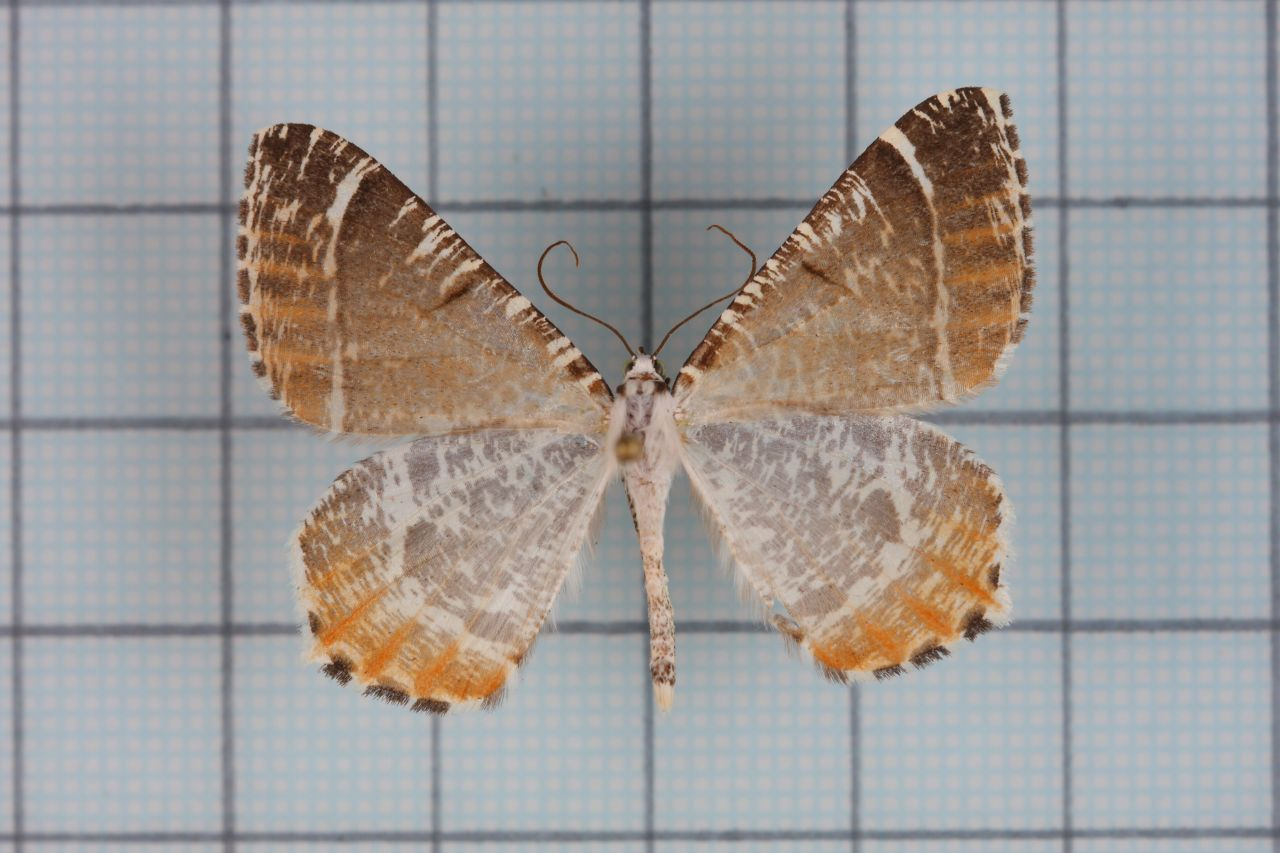
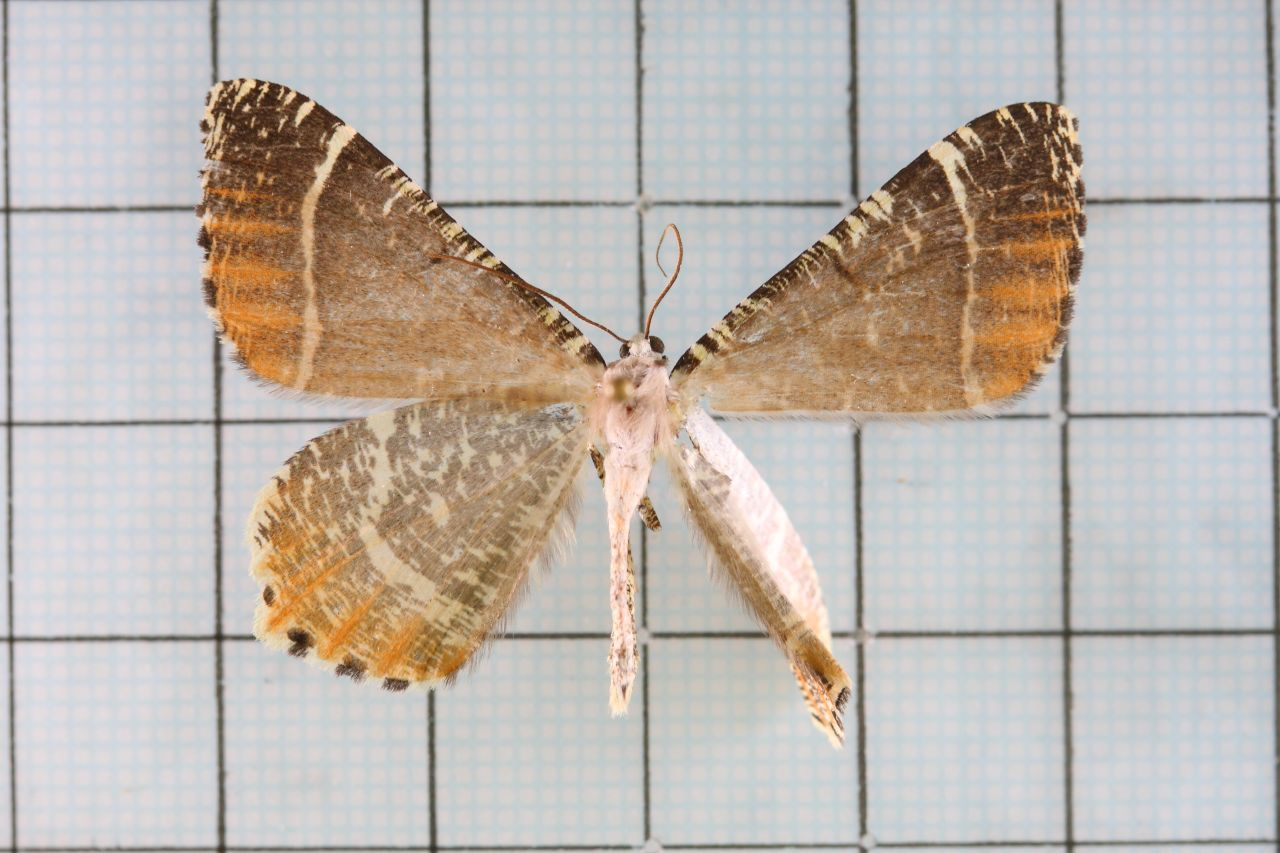
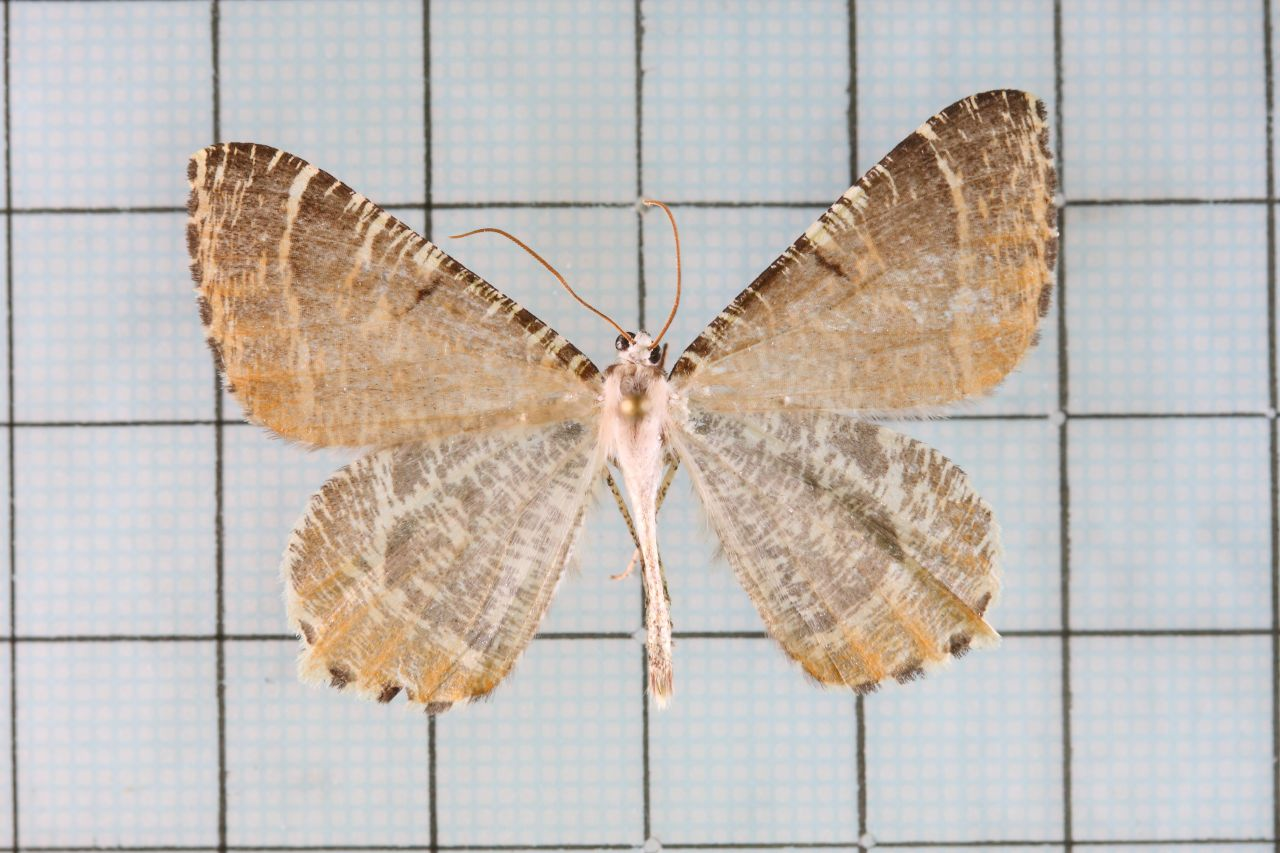
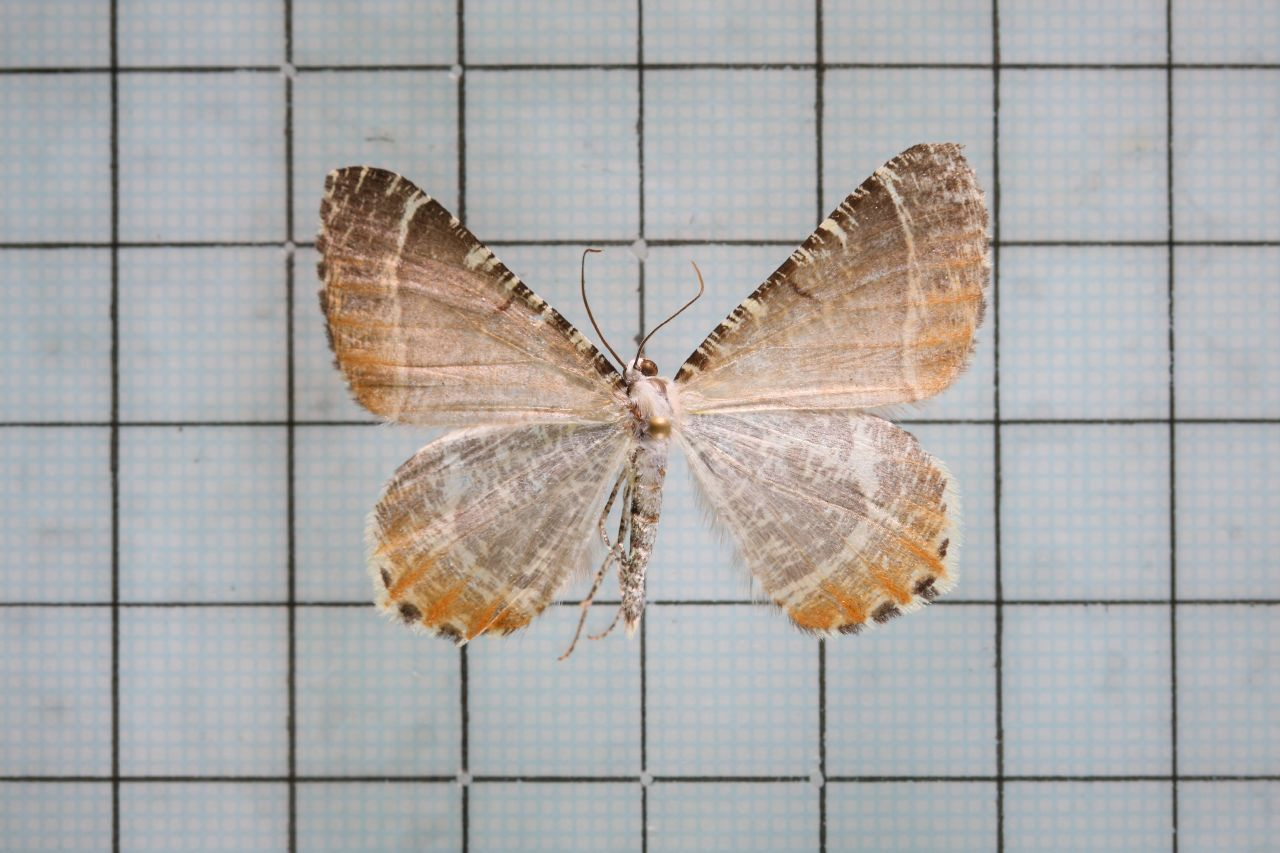